# Brenda Asnicar
Brenda Asnicar (ur. 17 października 1991 w San Isidro) – argentyńska aktorka i wokalistka.

## Życiorys
W dzieciństwie wzięła udział w reality show Cantaniño, występowała także w serialach telewizyjnych oraz na deskach Teatro Gran Rex. Była także prowadzącą programów Chicos Argentinos i Tour Caminos 2006.
W 2012 roku zamieszkała w Miami, a w następnym roku przeprowadziła się do Bogoty. Poza karierą aktorską zajęła się także projektowaniem odzieży; we współpracy z Caroliną Mejíą wypuściła na rynek ubrania marki The B Collection.
Jako wokalistka wydała swój album muzyczny pt. Caminos.

## Filmografia
- Corazón Valiente jako Fabiola Ferrara[7]
- Cumbia Ninja[1]
- Los Únicos[8]
- Patito Feo jako Antonella[9]
- Sueña conmigo[10]

## Życie prywatne
Córka Adriany i Gustavo, ma starszego brata Ivano.